# 加斯东·阿利贝尔
加斯东·阿利贝尔（法語：Gaston Alibert，1878年2月22日—1917年12月26日），出生于巴黎，法国男子击剑运动员。他曾参加1900年和1908年夏季奥运会击剑比赛，并在1908年获得男子重剑个人和团体金牌。
他在第一次世界大战的前线感染了肺结核，不久后死去。